# Cleptacaca tryphera
Cleptacaca tryphera är en fjärilsart som beskrevs av Diakonoff 1953. Cleptacaca tryphera ingår i släktet Cleptacaca och familjen vecklare. Inga underarter finns listade i Catalogue of Life.